# المهرج وابنته (كتاب)
المهرج وابنته (بالتركية : Sinekli Bakkal) هو كتاب مشهور من تأليف خالدة أديب أديفار . نُشر باللغة الإنجليزية سنة 1935، في لندن. وبعد ذلك تُرجم إلى اللغة التركية ونٌشر في صحيفة هابر. وقد نُشر كتابًا في عام 1936. وتُرجم إلى بعض اللغات.

## الترجمات
- إلى الألمانية بعنوان: Die Tochter des Schattenspielers. بقلم ريناتي أورث-جوتمان. زيوريه (Manesse Bibliothek der Weltliteratur) 2008. | ضبط استنادي | - دائرة المعارف الإسلامية التركية (TDVIA) |